# Шебойган (Вісконсин)
Шебойган (англ. Sheboygan) — місто (англ. city) в США, в окрузі Шебойґан штату Вісконсин. Населення — 49 929 осіб (2020).

## Географія
Шебойган розташований за координатами 43°44′46″ пн. ш. 87°43′50″ зх. д. / 43.74611° пн. ш. 87.73056° зх. д. (43.746002, -87.730546). За даними Бюро перепису населення США в 2010 році місто мало площу 36,57 км², з яких 36,19 км² — суходіл та 0,38 км² — водойми.

### Клімат
| Клімат : Шебойган       | Клімат : Шебойган | Клімат : Шебойган | Клімат : Шебойган | Клімат : Шебойган | Клімат : Шебойган | Клімат : Шебойган | Клімат : Шебойган | Клімат : Шебойган | Клімат : Шебойган | Клімат : Шебойган | Клімат : Шебойган | Клімат : Шебойган | Клімат : Шебойган |
| Показник                | Січ.              | Лют.              | Бер.              | Квіт.             | Трав.             | Черв.             | Лип.              | Серп.             | Вер.              | Жовт.             | Лист.             | Груд.             | Рік               |
| Абсолютний максимум, °C | 16,7              | 15,6              | 25,6              | 30,0              | 34,4              | 38,9              | 41,7              | 41,7              | 38,3              | 30,0              | 26,1              | 17,8              | 41,7              |
| Середній максимум, °C   | −2,9              | −0,8              | 4,8               | 11,8              | 17,9              | 24,1              | 26,8              | 25,3              | 21,3              | 14,2              | 6,6               | −0,6              | 12,4              |
| Середня температура, °C | −7,2              | −5,2              | 0,2               | 6,4               | 11,9              | 18,1              | 20,8              | 19,8              | 15,4              | 9,1               | 2,2               | −4,6              | 7,3               |
| Середній мінімум, °C    | −11,4             | −9,6              | −4,3              | 1,1               | 5,9               | 12,1              | 14,7              | 14,2              | 9,7               | 3,9               | −2,3              | −8,7              | 2,2               |
| Абсолютний мінімум, °C  | −31,7             | −31,7             | −21,7             | −12,2             | −2,8              | 1,1               | 6,1               | 2,8               | −2,2              | −10               | −20               | −26,7             | −31,7             |
| Норма опадів, мм        | 33                | 28                | 46                | 76                | 81                | 97                | 94                | 86                | 86                | 66                | 56                | 36                | 787               |
| ----------------------- | ----------------- | ----------------- | ----------------- | ----------------- | ----------------- | ----------------- | ----------------- | ----------------- | ----------------- | ----------------- | ----------------- | ----------------- | ----------------- |
| Джерело: Weatherbase    |                   |                   |                   |                   |                   |                   |                   |                   |                   |                   |                   |                   |                   |

## Демографія
Згідно з переписом 2010 року, у місті мешкало 49 288 осіб у 20 308 домогосподарствах у складі 12 219 родин. Густота населення становила 1348 осіб/км². Було 22339 помешкань (611/км²).
Расовий склад населення:
| - 82,5 % — білих - 9,0 % — азіатів - 1,8 % — чорних або афроамериканців - 0,5 % — корінних американців - 3,6 % — осіб інших рас |

До двох чи більше рас належало 2,5 %. Частка іспаномовних становила 9,9 % від усіх жителів.
За віковим діапазоном населення розподілялося таким чином: 25,3 % — особи молодші 18 років, 60,8 % — особи у віці 18—64 років, 13,9 % — особи у віці 65 років та старші. Медіана віку мешканця становила 36,2 року. На 100 осіб жіночої статі у місті припадало 98,2 чоловіків; на 100 жінок у віці від 18 років та старших — 96,0 чоловіків також старших 18 років.
Середній дохід на одне домашнє господарство становив 52 630 доларів США (медіана — 43 381), а середній дохід на одну сім'ю — 63 430 доларів (медіана — 56 018). Медіана доходів становила 41 430 доларів для чоловіків та 31 799 доларів для жінок. За межею бідності перебувало 14,2 % осіб, у тому числі 21,1 % дітей у віці до 18 років та 7,4 % осіб у віці 65 років та старших.
Цивільне працевлаштоване населення становило 24 034 особи. Основні галузі зайнятості: виробництво — 34,1 %, освіта, охорона здоров'я та соціальна допомога — 18,3 %, роздрібна торгівля — 11,3 %, мистецтво, розваги та відпочинок — 10,3 %.

## Персоналії
- Едвард Елмер Сміт (1890—1965) — американський письменник-фантаст.